# Saint-Julien-de-Peyrolas
Pour les articles homonymes, voir Saint-Julien.
Saint-Julien-de-Peyrolas est une commune française située dans le nord-est du département du Gard, en région Occitanie.
Exposée à un climat méditerranéen, elle est drainée par l'Ardèche, le Valat d'Aiguèze, le ruisseau de Merlançon, le ruisseau des Crozes, le ruisseau du Compère et par divers autres petits cours d'eau. La commune possède un patrimoine naturel remarquable : deux sites Natura 2000 (la « basse Ardèche urgonienne » et la « forêt de Valbonne ») et trois zones naturelles d'intérêt écologique, faunistique et floristique.
Saint-Julien-de-Peyrolas est une commune rurale qui compte 1 501 habitants en 2022, après avoir connu une forte hausse de la population depuis 1975.  Elle fait partie de l'aire d'attraction de Pont-Saint-Esprit. Ses habitants sont appelés les Peyrolais ou  Peyrolaises.

## Géographie
Situé au nord du département du Gard, Saint-Julien-de-Peyrolas est limitrophe du département de l'Ardèche, dont la rivière du même nom sert de limite communale. La commune est également arrosée par le Valat d'Aiguèze, et le Valat de la Canelle. Elle est accessible par la Route départementale D 901, depuis Pont-Saint-Esprit, à l'est, ou Montclus, à l'ouest.
| Aiguèze                    | Saint-Martin-d'Ardèche   | Saint-Just-d'Ardèche    |
| Laval-Saint-Roman          | Saint-Julien-de-Peyrolas | Saint-Paulet-de-Caisson |
| Saint-Christol-de-Rodières | Salazac                  | Saint-Paulet-de-Caisson |

### Climat
Pour des articles plus généraux, voir Climat de l'Occitanie et Climat du Gard.
En 2010, le climat de la commune est de type climat méditerranéen altéré, selon une étude s'appuyant sur une série de données couvrant la période 1971-2000. En 2020, Météo-France publie une typologie des climats de la France métropolitaine dans laquelle la commune est exposée à un climat méditerranéen et est dans la région climatique Provence, Languedoc-Roussillon, caractérisée par une pluviométrie faible en été, un très bon ensoleillement (2 600 h/an), un été chaud (21,5 °C), un air très sec en été, sec en toutes saisons, des vents forts (fréquence de 40 à 50 % de vents > 5 m/s) et peu de brouillards.
Pour la période 1971-2000, la température annuelle moyenne est de 13,6 °C, avec une amplitude thermique annuelle de 18 °C. Le cumul annuel moyen de précipitations est de 853 mm, avec 6,2 jours de précipitations en janvier et 3,4 jours en juillet. Pour la période 1991-2020, la température moyenne annuelle observée sur la station météorologique la plus proche, située sur la commune de Pont-Saint-Esprit à 7 km à vol d'oiseau, est de 14,2 °C et le cumul annuel moyen de précipitations est de 829,8 mm,. Pour l'avenir, les paramètres climatiques de la commune estimés pour 2050 selon différents scénarios d’émission de gaz à effet de serre sont consultables sur un site dédié publié par Météo-France en novembre 2022.

### Milieux naturels et biodiversité

#### Réseau Natura 2000

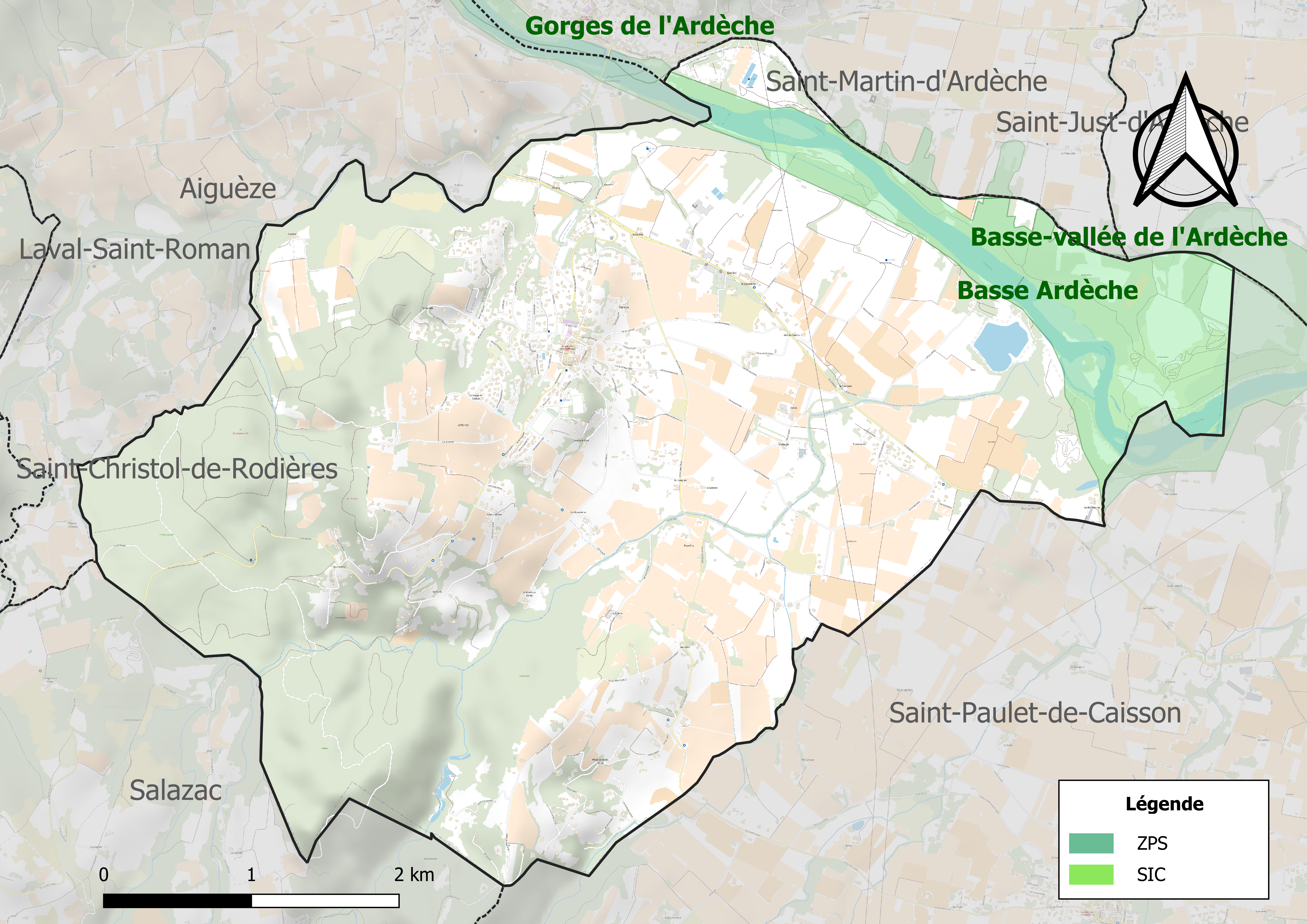
Sites Natura 2000 sur le territoire communal.

Le réseau Natura 2000 est un réseau écologique européen de sites naturels d'intérêt écologique élaboré à partir des directives habitats et oiseaux, constitué de zones spéciales de conservation (ZSC) et de zones de protection spéciale (ZPS).
Deux sites Natura 2000 ont été définis sur la commune au titre de la directive habitats :
- la « forêt de Valbonne », d'une superficie de 5 052 ha, un milieu boisé avec des formations forestières remarquables. On y recense plus d'une dizaine d'espèces d'orchidées, de nombreux reptiles et amphibiens, oiseaux etc., ainsi qu'une végétation très diversifiée[9] ;
- la « basse Ardèche urgonienne », d'une superficie de 6 851,3 ha[10].

#### Zones naturelles d'intérêt écologique, faunistique et floristique
L’inventaire des zones naturelles d'intérêt écologique, faunistique et floristique (ZNIEFF) a pour objectif de réaliser une couverture des zones les plus intéressantes sur le plan écologique, essentiellement dans la perspective d’améliorer la connaissance du patrimoine naturel national et de fournir aux différents décideurs un outil d’aide à la prise en compte de l’environnement dans l’aménagement du territoire.
Une ZNIEFF de type 1 est recensée sur la commune :
le « basse Ardèche » (221 ha), couvrant 4 communes du département et deux ZNIEFF de type 2, : 
- le « basse Ardèche » (1 655 ha), couvrant 5 communes du département[13] ;
- le « massif du Bagnolais » (7 716 ha), couvrant 18 communes du département[14].

Carte des ZNIEFF de type 1 et 2 à Saint-Julien-de-Peyrolas.
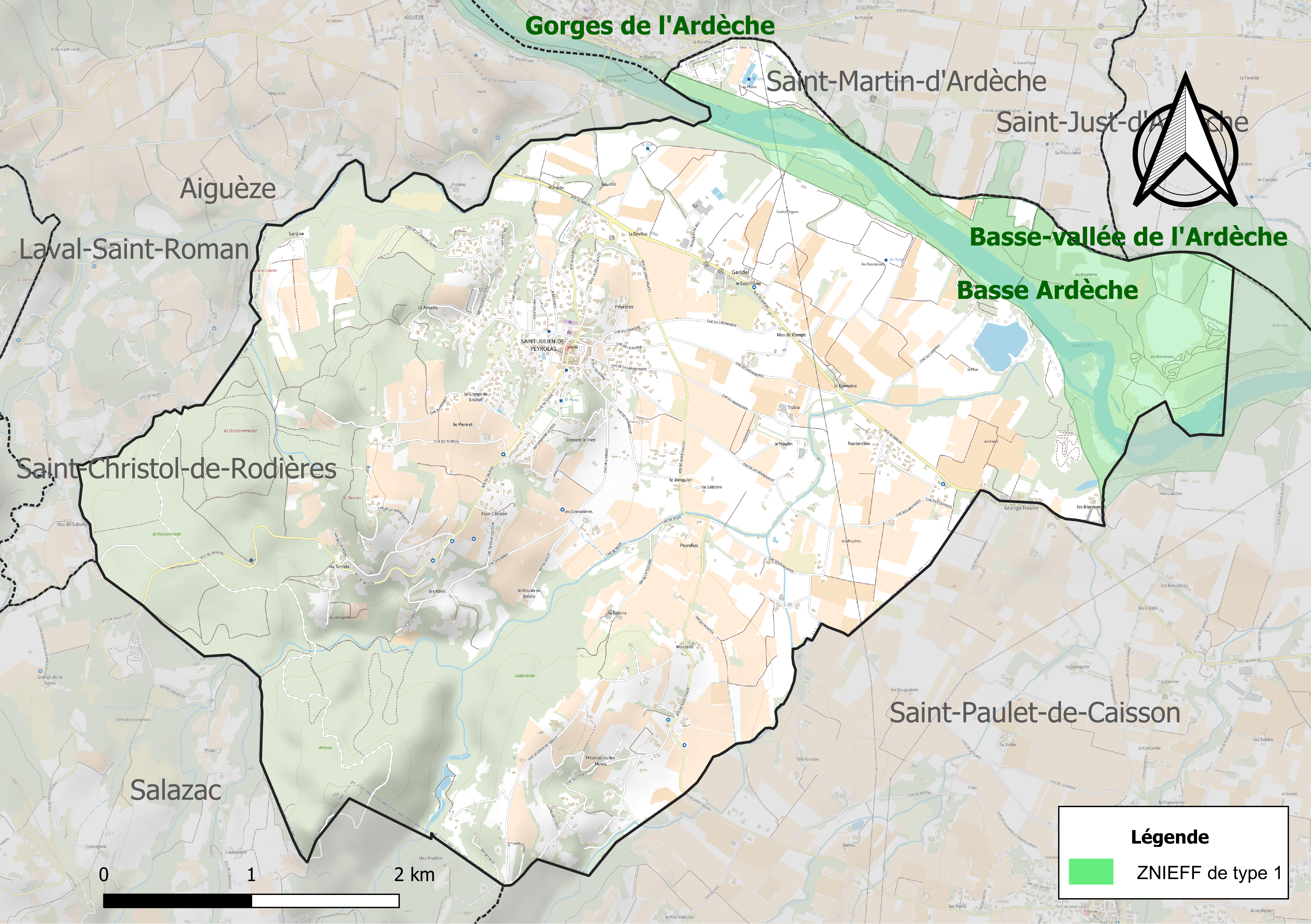
Carte de la ZNIEFF de type 1 sur la commune.
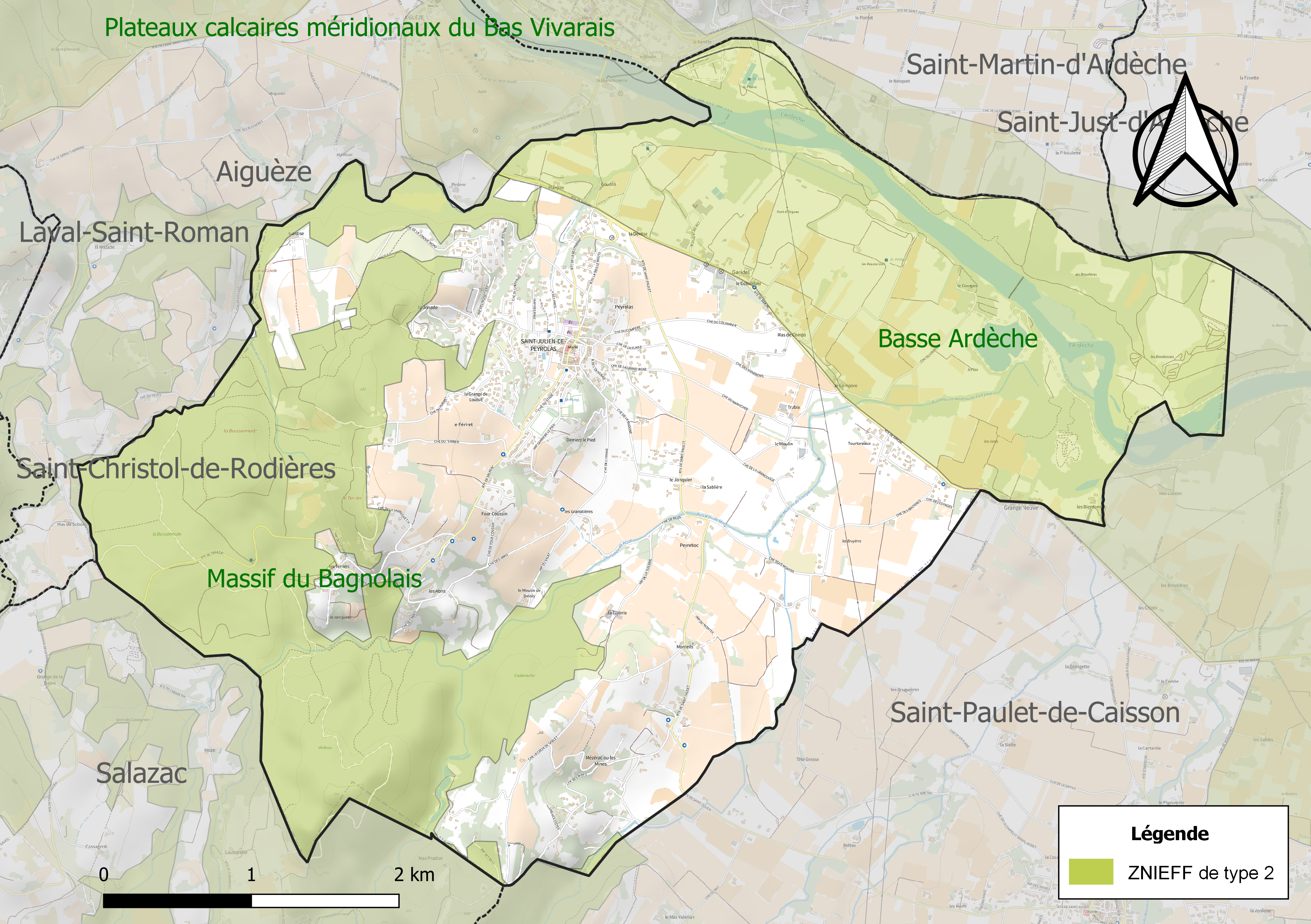
Carte des ZNIEFF de type 2 sur la commune.

## Urbanisme

### Typologie
Au 1er janvier 2024, Saint-Julien-de-Peyrolas est catégorisée bourg rural, selon la nouvelle grille communale de densité à sept niveaux définie par l'Insee en 2022.
Elle est située hors unité urbaine. Par ailleurs la commune fait partie de l'aire d'attraction de Pont-Saint-Esprit, dont elle est une commune de la couronne,. Cette aire, qui regroupe 5 communes, est catégorisée dans les aires de moins de 50 000 habitants,.

### Occupation des sols
L'occupation des sols de la commune, telle qu'elle ressort de la base de données européenne d’occupation biophysique des sols Corine Land Cover (CLC), est marquée par l'importance des territoires agricoles (62,8 % en 2018), une proportion sensiblement équivalente à celle de 1990 (63,2 %). La répartition détaillée en 2018 est la suivante : 
cultures permanentes (41,2 %), forêts (28,4 %), zones agricoles hétérogènes (21,7 %), zones urbanisées (4,7 %), eaux continentales (4,1 %). L'évolution de l’occupation des sols de la commune et de ses infrastructures peut être observée sur les différentes représentations cartographiques du territoire : la carte de Cassini (XVIIIe siècle), la carte d'état-major (1820-1866) et les cartes ou photos aériennes de l'IGN pour la période actuelle (1950 à aujourd'hui).

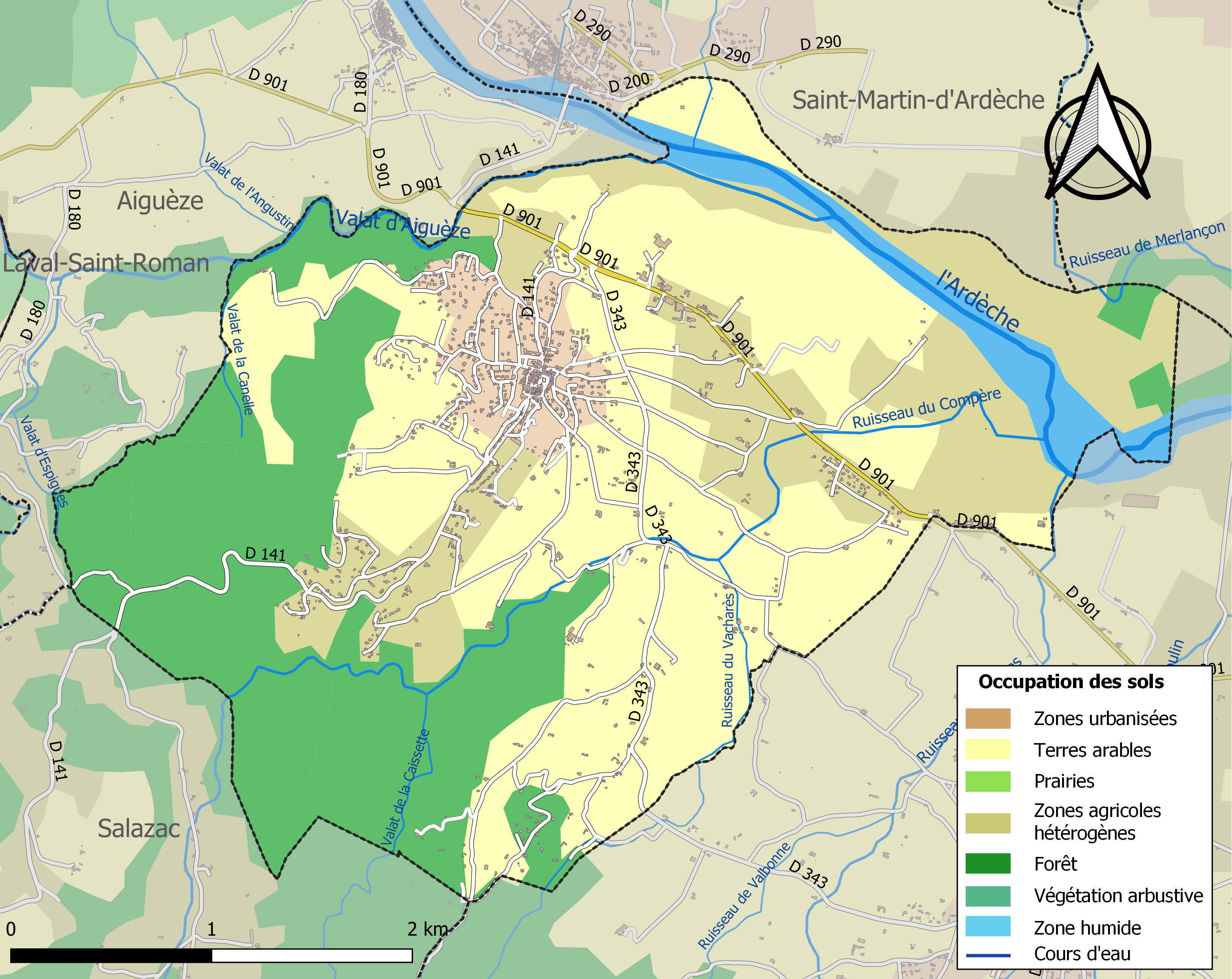
Carte des infrastructures et de l'occupation des sols de la commune en 2018 (CLC).

### Risques majeurs
Le territoire de la commune de Saint-Julien-de-Peyrolas est vulnérable à différents aléas naturels : météorologiques (tempête, orage, neige, grand froid, canicule ou sécheresse), inondations, feux de forêts, mouvements de terrains et séisme (sismicité modérée). Il est également exposé à deux risques technologiques, la rupture d'un barrage et le risque nucléaire, et à un risque particulier : le risque de radon. Un site publié par le BRGM permet d'évaluer simplement et rapidement les risques d'un bien localisé soit par son adresse soit par le numéro de sa parcelle.

#### Risques naturels
La commune fait partie du territoire à risques importants d'inondation (TRI) d'Avignon – plaine du Tricastin – Basse vallée de la Durance, regroupant 90 communes du bassin de vie d'Avignon, Orange et de la basse vallée de la Durance, un des 31 TRI qui ont été arrêtés fin 2012 sur le bassin Rhône-Méditerranée. Il a été retenu au regard des risques de débordements du Rhône, de la Durance, de la Cèze, du Lez (84), de l'Ardèche, de l'Eygues, du Rieu (Foyro), de la Meyne, de l'Ouvèze, des Sorgues, des rivières du Sud-Ouest du mont Ventoux, de la Nesque, du Calavon et de l'Èze. Les crues récentes significatives sont celles d'octobre 1993 (Rhône-Lez), de janvier et novembre 1994 (Rhône, Durance, Calavon, Ouvèze), de décembre 1997, de  novembre 2000, de mai 2008 (Durance), de décembre 2003 (Rhône, Calavon), de septembre 1992 (Ouvèze), de septembre 2002 et de 2003 (Aygue, Rieu Foyro), de septembre 1958, de septembre 1992 (Ardèche), de septembre 1993 (Èze). Des cartes des surfaces inondables ont été établies pour trois scénarios : fréquent (crue de temps de retour de 10 ans à 30 ans), moyen (temps de retour de 100 ans à 300 ans) et extrême (temps de retour de l'ordre de 1 000 ans, qui met en défaut tout système de protection),. La commune a été reconnue en état de catastrophe naturelle au titre des dommages causés par les inondations et coulées de boue survenues en 1982, 1988, 1992, 1995, 1997, 1998, 1999, 2002, 2003 et 2018,.

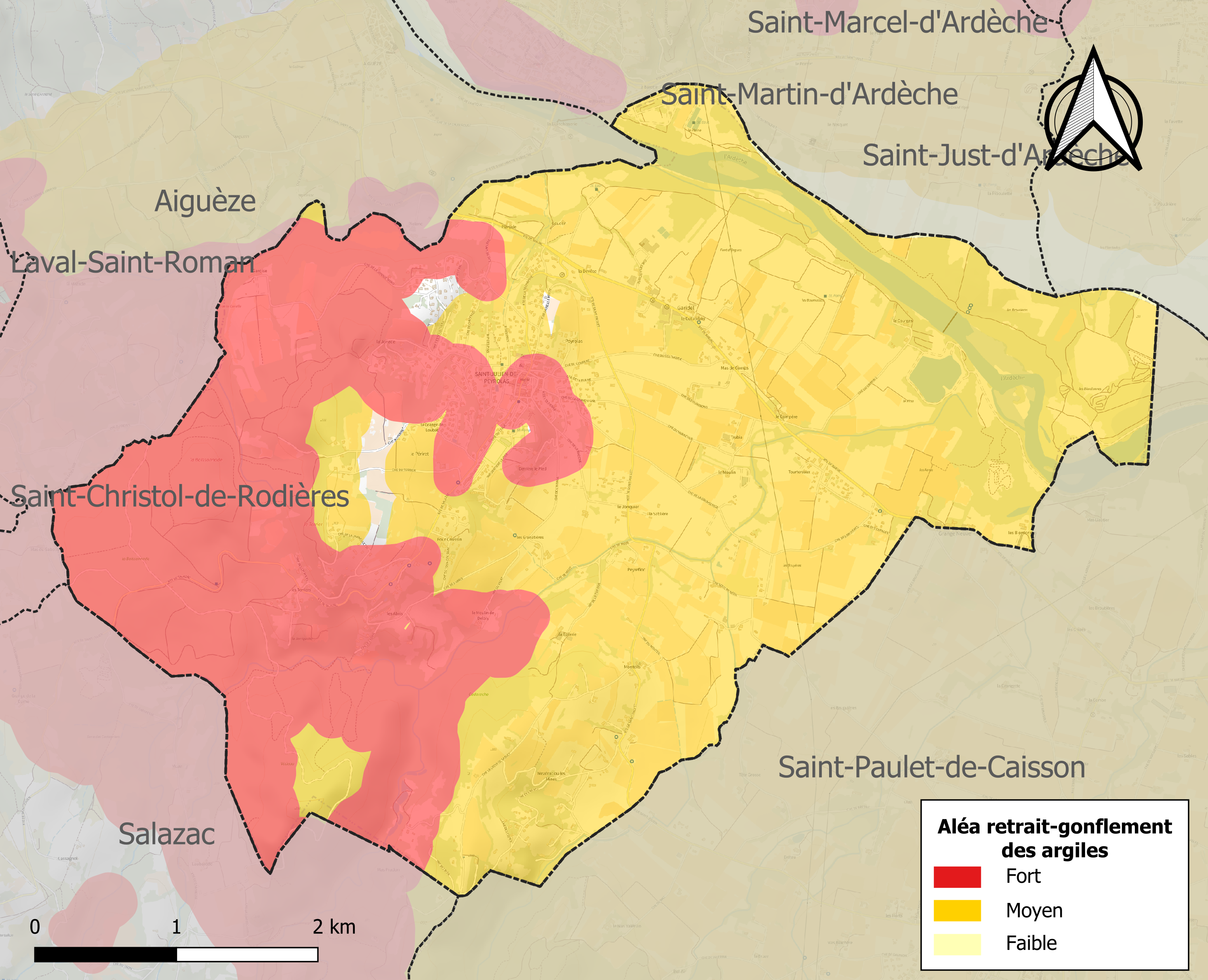
Carte des zones d'aléa retrait-gonflement des sols argileux de Saint-Julien-de-Peyrolas.

La commune est vulnérable au risque de mouvements de terrains constitué principalement du retrait-gonflement des sols argileux. Cet aléa est susceptible d'engendrer des dommages importants aux bâtiments en cas d’alternance de périodes de sécheresse et de pluie. 98,9 % de la superficie communale est en aléa moyen ou fort (67,5 % au niveau départemental et 48,5 % au niveau national). Sur les 697 bâtiments dénombrés sur la commune en 2019, 677 sont en aléa moyen ou fort, soit 97 %, à comparer aux 90 % au niveau départemental et 54 % au niveau national. Une cartographie de l'exposition du territoire national au retrait gonflement des sols argileux est disponible sur le site du BRGM,.
Par ailleurs, afin de mieux appréhender le risque d’affaissement de terrain, l'inventaire national des cavités souterraines permet de localiser celles situées sur la commune.

#### Risques technologiques
La commune est en outre située en aval du barrage de Villefort, un ouvrage de classe A doté d'un PPI et situé dans la Lozère. À ce titre elle est susceptible d’être touchée par l’onde de submersion consécutive à la rupture de cet ouvrage.
En cas d’accident grave, certaines installations nucléaires sont susceptibles de rejeter dans l’atmosphère de l’iode radioactif. La commune étant située dans le périmètre de sûreté autour de la centrale nucléaire du Tricastin, elle est exposée au risque nucléaire. À ce titre les habitants de la commune ont bénéficié, à titre préventif, d'une distribution de comprimés d’iode stable dont l’ingestion avant rejet radioactif permet de pallier les effets sur la thyroïde d’une exposition à de l’iode radioactif. En cas d'incident ou d'accident nucléaire, lors du déclenchement du signal d’alerte, les habitants concernés doivent se confiner (obstruer toutes les entrées d’air - portes, fenêtres, aérations, cheminées -, arrêter la ventilation), se mettre à l’écoute de la radio, s’éloigner des portes et fenêtres, ne pas fumer, ne pas téléphoner, ne pas chercher à rejoindre les membres de sa famille (ils sont eux aussi protégés), ne sortir qu’en fin d’alerte ou sur ordre d’évacuation.

#### Risque particulier
Dans plusieurs parties du territoire national, le radon, accumulé dans certains logements ou autres locaux, peut constituer une source significative d’exposition de la population aux rayonnements ionisants. Certaines communes du département sont concernées par le risque radon à un niveau plus ou moins élevé. Selon la classification de 2018, la commune de Saint-Julien-de-Peyrolas est classée en zone 2, à savoir zone à potentiel radon faible mais sur lesquelles des facteurs géologiques particuliers peuvent faciliter le transfert du radon vers les bâtiments.

## Toponymie
Vers 1384, la commune se nommait Sanctus Julianus de Campaneis.
Au cours de la Révolution française, la commune porte provisoirement le nom de Peyrolas.

## Histoire
Le 9 août 2018, une crue du Valat d'Aiguèze emporte une personne dans un camping.

## Politique et administration

### Liste des maires
| Période                                  | Période   | Identité      | Étiquette | Qualité          |
| ---------------------------------------- | --------- | ------------- | --------- | ---------------- |
| 1959                                     | mars 2001 | Jean Barnouin | SFIO-PS   | Maire            |
| mars 2014                                | En cours  | René Fabrègue | DVG       | Retraité - Maire |
| Les données manquantes sont à compléter. |           |               |           |                  |

- 2001-2014 : Christiane Brémond
- 2014-2020 : René Fabrègue
- 2020-2026 : Claude SALAU

### Administration municipale
Au vu de la taille de la commune, le conseil municipal est composé de 15 membres.

## Population et société

### Démographie
L'évolution du nombre d'habitants est connue à travers les recensements de la population effectués dans la commune depuis 1793. Pour les communes de moins de 10 000 habitants, une enquête de recensement portant sur toute la population est réalisée tous les cinq ans, les populations de référence des années intermédiaires étant quant à elles estimées par interpolation ou extrapolation. Pour la commune, le premier recensement exhaustif entrant dans le cadre du nouveau dispositif a été réalisé en 2007.

En 2022, la commune comptait 1 501 habitants, en évolution de +8,61 % par rapport à 2016 (Gard : +2,97 %, France hors Mayotte : +2,11 %).
| 1793 | 1800 | 1806 | 1821 | 1831 | 1836  | 1841  | 1846  | 1851  |
| ---- | ---- | ---- | ---- | ---- | ----- | ----- | ----- | ----- |
| 698  | 726  | 824  | 889  | 987  | 1 010 | 1 080 | 1 063 | 1 054 |

| 1856  | 1861  | 1866  | 1872  | 1876 | 1881 | 1886 | 1891 | 1896 |
| ----- | ----- | ----- | ----- | ---- | ---- | ---- | ---- | ---- |
| 1 089 | 1 117 | 1 094 | 1 000 | 890  | 885  | 885  | 826  | 836  |

| 1901 | 1906 | 1911 | 1921 | 1926 | 1931 | 1936 | 1946 | 1954 |
| ---- | ---- | ---- | ---- | ---- | ---- | ---- | ---- | ---- |
| 784  | 784  | 745  | 660  | 628  | 606  | 619  | 563  | 633  |

| 1962 | 1968 | 1975 | 1982 | 1990  | 1999  | 2006  | 2007  | 2012  |
| ---- | ---- | ---- | ---- | ----- | ----- | ----- | ----- | ----- |
| 667  | 667  | 652  | 711  | 1 088 | 1 103 | 1 193 | 1 206 | 1 291 |

| 2017  | 2022  | - | - | - | - | - | - | - |
| ----- | ----- | - | - | - | - | - | - | - |
| 1 402 | 1 501 | - | - | - | - | - | - | - |

### Enseignement
Les élèves de Saint-Julien-de-Peyrolas commencent leur scolarité dans la commune, qui dispose d'une école maternelle de 2 classes, ainsi que de 5 classes pour l'école primaire. La commune dépend de l'Académie de Montpellier.

### Sports
La commune dispose de deux stades, deux courts de tennis, ainsi qu'un boulodrome couvert. Un terrain multisport est également présent près de l'école.

### Cultes
Les personnes de confession catholique disposent d'un lieu de culte, l'église Saint-Martin, dépendante du diocèse de Pont-Saint-Esprit.

## Économie

### Revenus
En 2018  (données Insee publiées en septembre 2021), la commune compte 591 ménages fiscaux, regroupant 1 436 personnes. La médiane du revenu disponible par unité de consommation est de 21 300 € (20 020 € dans le département).

### Emploi
|                | 2008   | 2013  | 2018   |
| -------------- | ------ | ----- | ------ |
| Commune        | 9,9 %  | 9,6 % | 10,7 % |
| Département    | 10,6 % | 12 %  | 12 %   |
| France entière | 8,3 %  | 10 %  | 10 %   |

En 2018, la population âgée de 15 à 64 ans s'élève à 923 personnes, parmi lesquelles on compte 72,3 % d'actifs (61,7 % ayant un emploi et 10,7 % de chômeurs) et 27,7 % d'inactifs,. Depuis 2008, le taux de chômage communal (au sens du recensement) des 15-64 ans est inférieur à celui du département, mais supérieur à celui de la France.
La commune fait partie de la couronne de l'aire d'attraction de Pont-Saint-Esprit, du fait qu'au moins 15 % des actifs travaillent dans le pôle,. Elle compte 154 emplois en 2018, contre 139 en 2013 et 143 en 2008. Le nombre d'actifs ayant un emploi résidant dans la commune est de 572, soit un indicateur de concentration d'emploi de 26,9 % et un taux d'activité parmi les 15 ans ou plus de 57,5 %.
Sur ces 572 actifs de 15 ans ou plus ayant un emploi, 118 travaillent dans la commune, soit 21 % des habitants. Pour se rendre au travail, 91,5 % des habitants utilisent un véhicule personnel ou de fonction à quatre roues, 0,7 % les transports en commun, 3,7 % s'y rendent en deux-roues, à vélo ou à pied et 4,1 % n'ont pas besoin de transport (travail au domicile).

### Activités hors agriculture

#### Secteurs d'activités
77 établissements sont implantés  à Saint-Julien-de-Peyrolas au 31 décembre 2019. Le tableau ci-dessous en détaille le nombre par secteur d'activité et compare les ratios avec ceux du département,.
| Secteur d'activité                                                                                        | Commune | Commune | Département |
| Secteur d'activité                                                                                        | Nombre  | %       | %           |
| --- | ------- | ------- | ----------- |
| Ensemble                                                                                                  | 77      |         |             |
| Industrie manufacturière, industries extractives et autres                                                | 7       | 9,1 %   | (7,9 %)     |
| Construction                                                                                              | 11      | 14,3 %  | (15,5 %)    |
| Commerce de gros et de détail, transports, hébergement et restauration                                    | 31      | 40,3 %  | (30 %)      |
| Information et communication                                                                              | 2       | 2,6 %   | (2,2 %)     |
| Activités immobilières                                                                                    | 3       | 3,9 %   | (4,1 %)     |
| Activités spécialisées, scientifiques et techniques et activités de services administratifs et de soutien | 12      | 15,6 %  | (14,9 %)    |
| Administration publique, enseignement, santé humaine et action sociale                                    | 3       | 3,9 %   | (13,5 %)    |
| Autres activités de services                                                                              | 8       | 10,4 %  | (8,8 %)     |

Le secteur du commerce de gros et de détail, des transports, de l'hébergement et de la restauration est prépondérant sur la commune puisqu'il représente 40,3 % du nombre total d'établissements de la commune (31 sur les 77 entreprises implantées  à Saint-Julien-de-Peyrolas), contre 30 % au niveau départemental.

#### Entreprises et commerces
Les deux entreprises ayant leur siège social sur le territoire communal qui génèrent le plus de chiffre d'affaires en 2020 sont : 
- Le 3007, débits de boissons (124 k€)
- Hilaire Gregory, boulangerie et boulangerie-pâtisserie (117 k€)

### Agriculture
Le nombre d'exploitations agricoles en activité et ayant leur siège dans la commune est de 20 lors du recensement agricole de 2020 et la surface agricole utilisée de 331 ha,.

#### Marchés
Le marché hebdomadaire est organisé en saison estivale, place du donjon, tous les mardis.

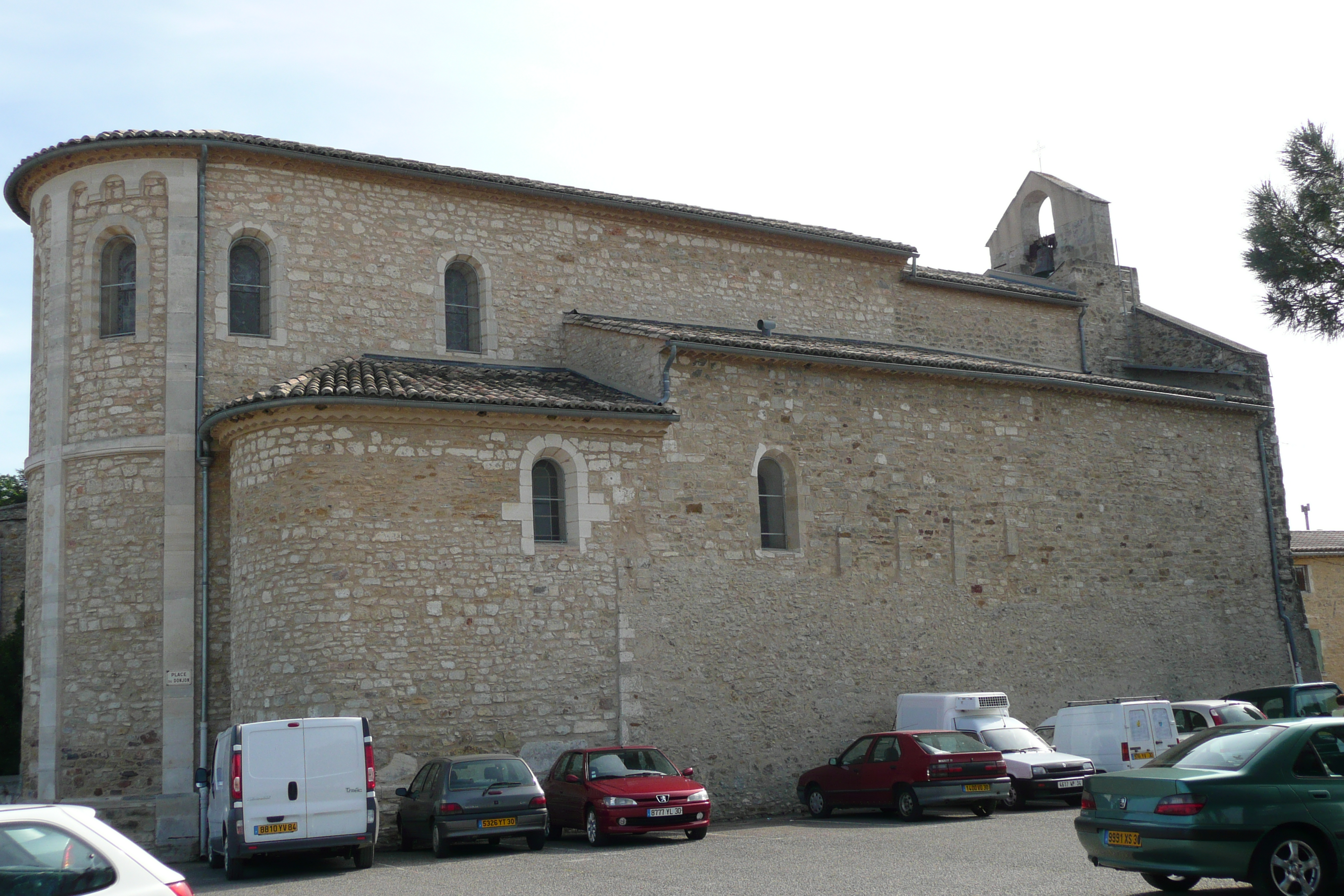
Église Saint-Julien

## Culture locale et patrimoine

### Lieux et monuments
- Le Calvaire (à côté du vieux stade).
- L'église Saint-Julien de Saint-Julien-de-Peyrolas.

### Héraldique
| Blason de Saint-Julien-de-Peyrolas | Blason  | D'argent au pal losangé d'argent et d'azur.      |
| Blason de Saint-Julien-de-Peyrolas | Détails | Le statut officiel du blason reste à déterminer. |